# Dangerous (пісня Майкла Джексона)
Dangerous — пісня американського поп-співака Майкла Джексона з його однойменного восьмого студійного альбому. Планувалося випустити пісню десятим і останнім синглом з альбому у січні 1994. Але ці плани були скасовані через звинувачення Джексона у педофілії, зроблені у серпні 1993.

## Історія створення
У період запису альбому «Bad» Джексон написав і записав пісню «Streetwalker». Співак хотів випустити її на альбомі, але продюсер Квінсі Джонс переконав його замінити цю пісню на «Another Part of Me». На початку 1990-х, коли Майкл став готувати матеріал для нового альбому, він переробив «Streetwalker». Так ця пісня стала демо-версією «Dangerous». Співак написав її разом з Біллом Ботреллом, а пізніше повністю переробив музику з Тедді Райлі. 
«Streetwalker» була випущена на перевиданні «Bad» у 2001 році. Рання демо-версія «Dangerous» увійшла у трекліст «The Ultimate Collection» у 2004.

## Концертні виступи
Уперше Джексон виконав «Dangerous» на «American Music Awards» у січні 1993 року. Пізніше пісня була виконана на концертах третьої частини Dangerous World Tour, що пройшла з серпня по листопад 1993. Наступні два рази «Dangerous» прозвучала у 1995: на «MTV Video Music Awards» та на шоу у честь 25-річчя Soul Train. У липні 1996 пісня прозвучала на концерті, присвяченому 50-річчю султана Брунею. Також пісня виконувалась на HIStory World Tour (1996-1997). Наступного разу пісня була виконана на двох шоу «MJ & Friends» у червні 1999. У 2002 Джексон виконав пісню два рази: на концерті, присвяченому 50-річчю «American Bandstand» і на благодійному концерті у театрі Аполло. У 2009 Майкл репетирував пісню для концертів «This Is It», що були скасовані через його смерть. Хоча репетицію не показали у документальному фільмі, аудіо з репетиції з‘явилося в Інтернеті у 2010.